# Paul Schurek
Paul Schurek (* 2. Januar 1890 in Hamburg; † 22. August 1962 in Wedel) war ein deutscher Schriftsteller, Bühnen- und Hörspielautor.

## Leben

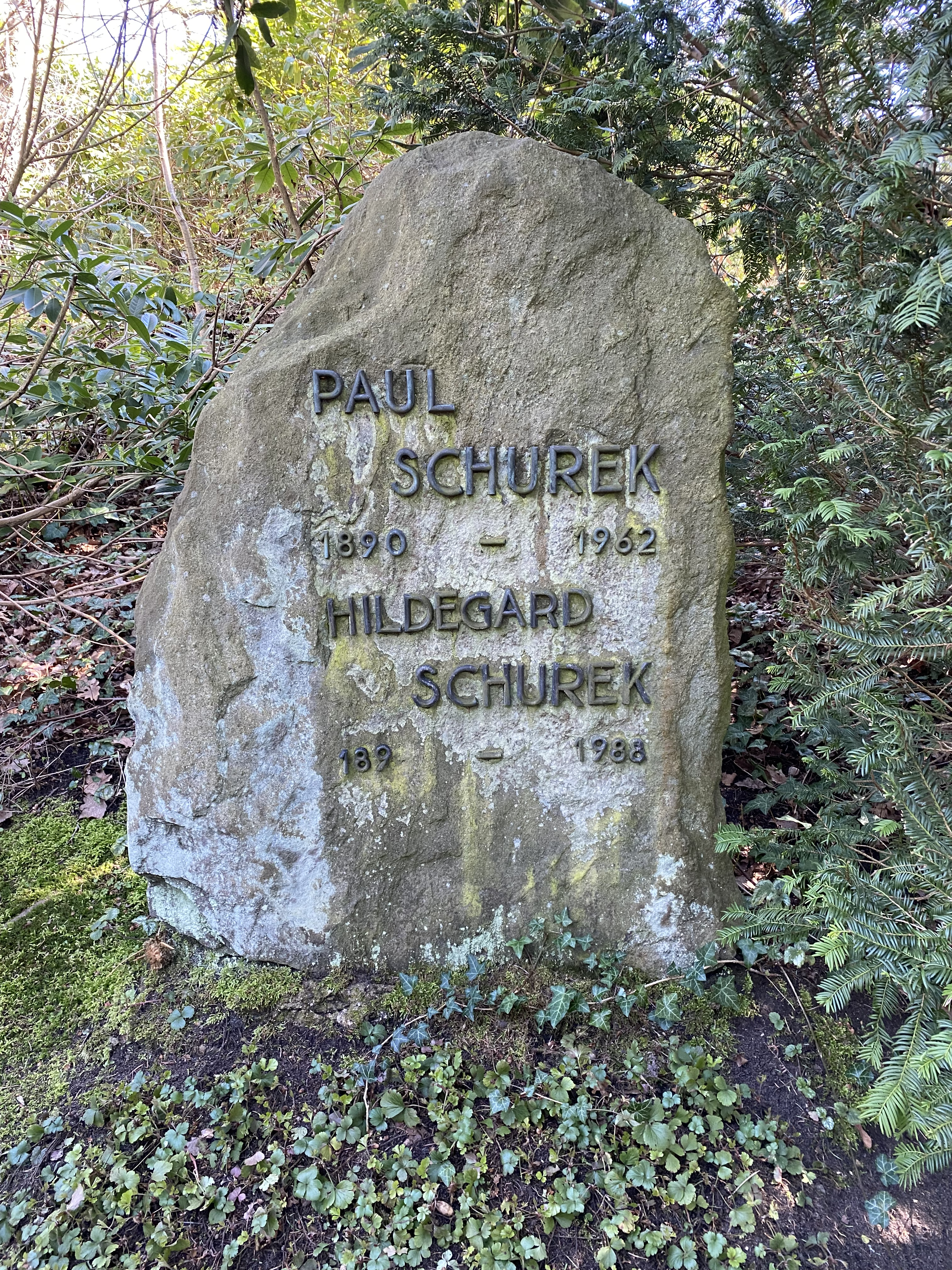
Grabstätte auf dem Friedhof Blankenese

Paul Schurek erlernte den Beruf des Feinmechanikers und ging dann für einige Zeit auf Wanderschaft. Der Ausbruch des Ersten Weltkrieges verhinderte zunächst die Fortsetzung eines begonnenen Ingenieurstudiums, das er nach Kriegsende wieder aufnahm. Kurz darauf trat Schurek eine Stelle als Lehrer an der Hamburger Gewerbeschule an. Auf diese Weise finanziell unabhängig, begann er mit dem Schreiben von Theaterstücken und Erzählungen in hoch- und niederdeutscher Sprache. Bereits 1921 erschien mit der Komödie Stratenmusik – 1936 verfilmt mit Fritz Genschow in der Hauptrolle – eines seiner erfolgreichsten Werke.
1930 lernte Schurek den Bildhauer und Dramatiker Ernst Barlach kennen. Aus dieser Bekanntschaft heraus erschien 1946 das Buch Begegnungen mit Ernst Barlach. 1949 ging er in Pension und arbeitete von da ab freischaffend. Die meisten Theaterstücke Schureks wurden mehrfach für den Hörfunk adaptiert, daneben schrieb er selber einige Hörspiele in niederdeutscher Sprache. Er hatte eine humanistische Grundhaltung. Im Mittelpunkt seiner Werke stehen der Mensch sowie Aspekte eines ethisch verantwortlichen Handelns.
1951 wurde Schurek Mitglied der Freien Akademie der Künste in Hamburg.
Paul Schurek wurde in Hamburg auf dem Blankeneser Friedhof beigesetzt. Sein Nachlass wird von der Staats- und Universitätsbibliothek Hamburg verwaltet.

## Werke

### Theaterstücke
- 1921: Stratenmusik, UA: Niederdeutsche Bühne Hamburg, 24. Oktober 1921
- 1923: Vörjahrsstorm, UA: Niederdeutsche Bühne Hamburg, 3. Oktober 1923
- 1926: Sylvester und De letzde Droschkenkutscher (2 Einakter unter dem Titel Käuze)
- 1927: Snieder Nörig, UA: Niederdeutsche Bühne Hamburg, 30. März 1927
- 1927: Gach, de Mann, de keen Tied hett (nach Ludvig Holberg), UA: Niederdeutsche Bühne Hamburg, 21. September 1927
- 1929: Lünkenlarm, UA: Niederdeutsche Bühne Hamburg, 13. Januar 1930
- 1932: Kasper kummt na Hus, UA: Niederdeutsche Bühne Hamburg, 19. Oktober 1932
- 1932: Pott will heiraden (nach Nikolai Gogol)
- 1936: Tulipantjes, UA: Niederdeutsche Bühne Hamburg, 14. Oktober 1936
- 1938: Sommer in Poggenhöge, UA: Niederdeutsche Bühne Hamburg, 6. April 1938
- 1945: De politische Kannengeter (nach Ludvig Holberg), UA: Ohnsorg-Theater, 6. Oktober 1945
- 1955: Jeppe in't Paradies (nach Ludvig Holberg), UA: August-Hinrichs-Bühne, 1955
- 1956: Ulenspeegel op Reisen, UA: Niederdeutsche Bühne Bremen, 8. September 1957
- 1959: De kloke Anna, UA: Oldenburgisches Staatstheater, 12. November 1959

### Romane und Erzählungen in Niederdeutsch
- 1920: Düwel un Dichter
- 1921: De rode Heben
- 1922: Snaksche Geschichten
- 1923: Swinegelgeschichten (Beteiligung)
- 1925: Een buntes Book (mit Holzschnitten von A. Paul Weber)
- 1933: Gewalten und Gestalten (hochdt./niederdt.)
- 1953: As ik anfüng

### Romane und Erzählungen in Hochdeutsch
- 1922: Der Hamburger Brand
- 1924: Entfesselung
- 1926: Die brennende Stadt
- 1940: Das Leben geht weiter
- 1946: Begegnungen mit Ernst Barlach
- 1946: Der Jungbrunnen. Aus den Notizen eines Wanderers
- 1949: Nichts geht verloren. Das Forscherschicksals Robert Mayers
- 1959: Öl aus der Hölle
- 1961: Barlach. Eine Bildbiographie

### Hörspiele (Auswahl)
- 1925: Stratenmusik – Regie: Hans Böttcher; Richard Ohnsorg, mit Paul Möhring, Hermann Möller, Richard Ohnsorg, Magda Bäumken, Ludwig Specht, Käte Alving (Übertragung vom Noragfest in Harburg auf alle NORAG-Sender)
- 1926: Der letzte Droschkenkutscher – Regie: Hans Böttcher, mit Adolf Johannesson, Paul Möhring, Magda Bäumken, Kurt Kurtow
- 1926: Sylvester – Regie: Hans Böttcher, mit Bruno Wolberts, Ada Hamer, Richard Ohnsorg, Hannah Ullrich, Willi Scholz, Hermann Möller
- 1928: Stratenmusik – Regie: Otto Mensing, mit Bruno Günzel, Gerhard Schmidt, Otto Mensing, Hannah Jessen, Willy Martini und Frieda Panzert  (Gastspiel der Niederdeutschen Bühne Kiel – NORAG)
- 1951: Vetter Kirchhoff (Sprecher und Regie nicht bekannt)
- 1952: As de Minschen... – Regie: Hans Freundt, mit Carl Voscherau, Heinz Lanker, Hartwig Sievers, Heidi Kabel, Günther Siegmund u. a.
- 1952: Der Damm – Regie: Werner Perrey, mit Heinz Piper, Katharina Brauren, Hans Mahler, Rudolf Beiswanger u. a.
- 1952: De Düwel lehrt danzen – Regie: Hans Freundt, mit Carl Voscherau, Günther Siegmund, Hartwig Sievers und Eri Neumann
- 1953: Uhlenspeegel ward Stadtschriever – Regie: Eberhard Freudenberg, mit Carl Hinrichs, Ruth Bunkenburg, Walter A. Kreye, Ernst Waldau u. a.
- 1957: Deerten makt sik'n Hög – Regie: Günter Jansen, mit Hartwig Sievers, Otto Lüthje, Heinz Ladiges und Hilde Sicks
- 1958: Merkur über Hamburg – Regie: Hans Tügel, mit Hans Mahler, Heinz Lanker, Kurt Klopsch, Rudolf Beiswanger, Heini Kaufeld, Günther Siegmund, Henry Vahl, Otto Lüthje, Karl-Heinz Kreienbaum, Bruno Vahl-Berg, Erna Raupach-Petersen, Jochen Schenck, Hartwig Sievers, Heinz Roggenkamp u. a.
- 1958: De dumme Ilsebill – Regie: Hans Mahler, mit Otto Lüthje, Aline Bussmann und Günther Siegmund

## Auszeichnungen und Ehrungen
1931 erhielt Paul Schurek den Stavenhagen-Preis des Niedersächsischen Bühnenbundes. Außerdem wurden nach ihm zwei Straßen benannt: Im Hamburger Stadtteil Steilshoop die Schurekstraße und in Mölln der Paul-Schurek-Weg.
1937 sollte Schurek den Lessing-Preis der Freien und Hansestadt Hamburg erhalten, wurde aber ebenso wie Hans Grimm und Hans Franck von der Reichsschrifttumskammer abgelehnt.